# ロアノーク (軽巡洋艦)
| USS Roanoke (CL-145) |                                                            |
| 艦歴                 |                                                            |
| 発注:                |                                                            |
| 起工:                | 1945年5月15日                                              |
| 進水:                | 1947年6月16日                                              |
| 就役:                | 1949年4月4日                                               |
| 退役:                | 1958年10月31日                                             |
| 除籍:                |                                                            |
| その後:              | 1972年2月22日に売却                                        |
| 性能諸元             |                                                            |
| 排水量:              | 14,700トン                                                 |
| 全長:                | 679 ft 6 in                                                |
| 全幅:                | 70 ft 8 in                                                 |
| 吃水:                | 25'                                                        |
| 機関:                | ギアードタービン4軸推進、120,000shp                        |
| 最大速:              | 33 ノット                                                  |
| 兵員:                | 士官、兵員1,401名                                          |
| 兵装:                | 47口径6インチ砲12門、 50口径3インチ機銃24基、 20mm機銃12基 |
| 艦載機:              |                                                            |
| モットー:            | NUNC PARATI SUMUS                                          |

ロアノーク(USS Roanoke, CL-145)は、アメリカ海軍の軽巡洋艦。ウースター級軽巡洋艦の2番艦。艦名はバージニア州ロアノークに因む。その名を持つ艦としては4隻目。

## 艦歴
ロアノークは1945年5月15日にニュージャージー州カムデンのニューヨーク造船所で起工し、1947年6月16日にジュリア・アン・ヘネブリーによって進水、1949年4月4日にフィラデルフィアでジョン・D・ケルシー艦長の指揮下就役した。
カリブ海での整調に続いて、ロアノークは戦艦巡洋艦部隊の一部として大西洋で作戦活動に従事し、1950年1月6日に地中海で第6艦隊に合流、最初の展開を行う。5月に帰国し、その後第6艦隊での作戦任務を西大西洋で1952年の夏まで行う。続いて海軍兵学校生の訓練巡航をヨーロッパ、カリブ海で行い、巡航が完了すると大西洋艦隊の戦艦巡洋艦部隊の一部として5月には6度目の地中海配備を完了し、1955年の秋まで作戦活動を継続した後、太平洋艦隊へ配置換えされる。
1955年9月22日にロアノークはバージニア州ノーフォークを出航し、パナマ運河を通過、新たな母港のロングビーチに向かう。1956年5月から12月までと1958年9月から10月までの間にロアノークはロングビーチを拠点として9回の予備役兵の訓練巡航を行い、2度の西太平洋での演習を完了した。1958年10月31日に退役、メア・アイランドで保管された後、カリフォルニア州サンノゼのレビン・メタルズ株式会社に売却された。